# Dirk Hellhammer
Dirk H. Hellhammer (* 26. Juni 1947 in Hannover; † 1. Dezember 2018 in Trier) war ein deutscher Psychoneuroendokrinologe und Hochschulprofessor. Er war über die Fachwelt hinaus bekannt besonders für seine Entwicklung Neuropattern, das erste translationale Diagnostiksystem der Stressmedizin.

## Leben
Hellhammer studierte an der Julius-Maximilians-Universität Würzburg und Goethe-Universität Frankfurt am Main Psychologie und Biochemie. 1969 wurde er im Corps Moenania Würzburg recipiert. Sein Psychologie-Diplom sowie seinen Doktortitel absolvierte er mit Forschungsarbeit am Max-Planck-Institut für Hirnforschung in Frankfurt. Er war Wissenschaftlicher Assistent an der Westfälischen Wilhelms-Universität Münster und Arbeitsgruppenleiter der Max-Planck-Forschungsgruppe für Reproduktionsmedizin in Münster. Dort erhielt er die Venia legendi für Physiologische Psychologie und Klinische Psychologie. Nach einer Gastprofessur als Visiting Assistant Professor am Institute of Psychiatric Research in Indianapolis und der Approbation zum Psychologischen Psychotherapeuten erhielt er 1986 einen Ruf als Professor für Klinische und Physiologische Psychologie an die Universität Trier, wo er bis zur Emeritierung blieb. Bereits 1988 gründete er dort das Forschungszentrum für Psychobiologie und Psychosomatik, das er jahrzehntelang leitete.
Sein Forschungsteam etablierte wegweisende Methoden in der Psychoendokrinologie, beispielsweise die Hormonmessung im Speichel, den Trier Social Stress Test (TSST) und die Erfassung des Cortisolpeaks am Morgen als wesentlichster Stressindikator der basalen Hormonfreisetzung. Später entwickelte er das Diagnostiksystem Neuropattern, das systematisch Wissen der Hirnforschung für die klinische Diagnostik stressbedingter Erkrankungen nutzt. In der klinischen Forschung beschrieb Hellhammers Arbeitsgruppe hypocortisoläme Erkrankungen (Fibromyalgie, Reizdarmsyndrom, Burnout etc.) als abgrenzbares Spektrum psychosomatischer Gesundheitsstörungen.
2002–2005 war Hellhammer Präsident der International Society for Psychoneuroendocrinology. Diese wissenschaftliche Gesellschaft verlieh ihm 2012 ihren Lifetime Achievement Award und ernannte ihn zum Ehrenmitglied. Außerdem änderte sie nach Hellhammers Tod zu seinen Ehren den Namen einer ihrer wichtigsten Preise für Nachwuchswissenschaftler von Curt Richter Award zu Dirk Hellhammer Award. Fellow war er zudem in der Academy of Behavioral Medicine Research (USA), und im American College for Neuropsychopharmacology (USA).

## Schriften
- Gehirn und Verhalten : eine anwendungsorientierte Einführung in die Psychobiologie, Aschendorff, Münster 1983. ISBN 978-3-402-04282-3.
- Neuropattern – ein innovatives psychobiologisches Verfahren zur Prävention, Diagnostik und Behandlung von stressbezogenen Gesundheitssörungen, Online-Ressource der Universitäts- und Landesbibliothek Saarbrücken 2005, (urn:nbn:de:bsz:291-psydok-5211)

## Auszeichnungen
- 1999: Deutscher Psychologie-Preis[6]